# 長期護理

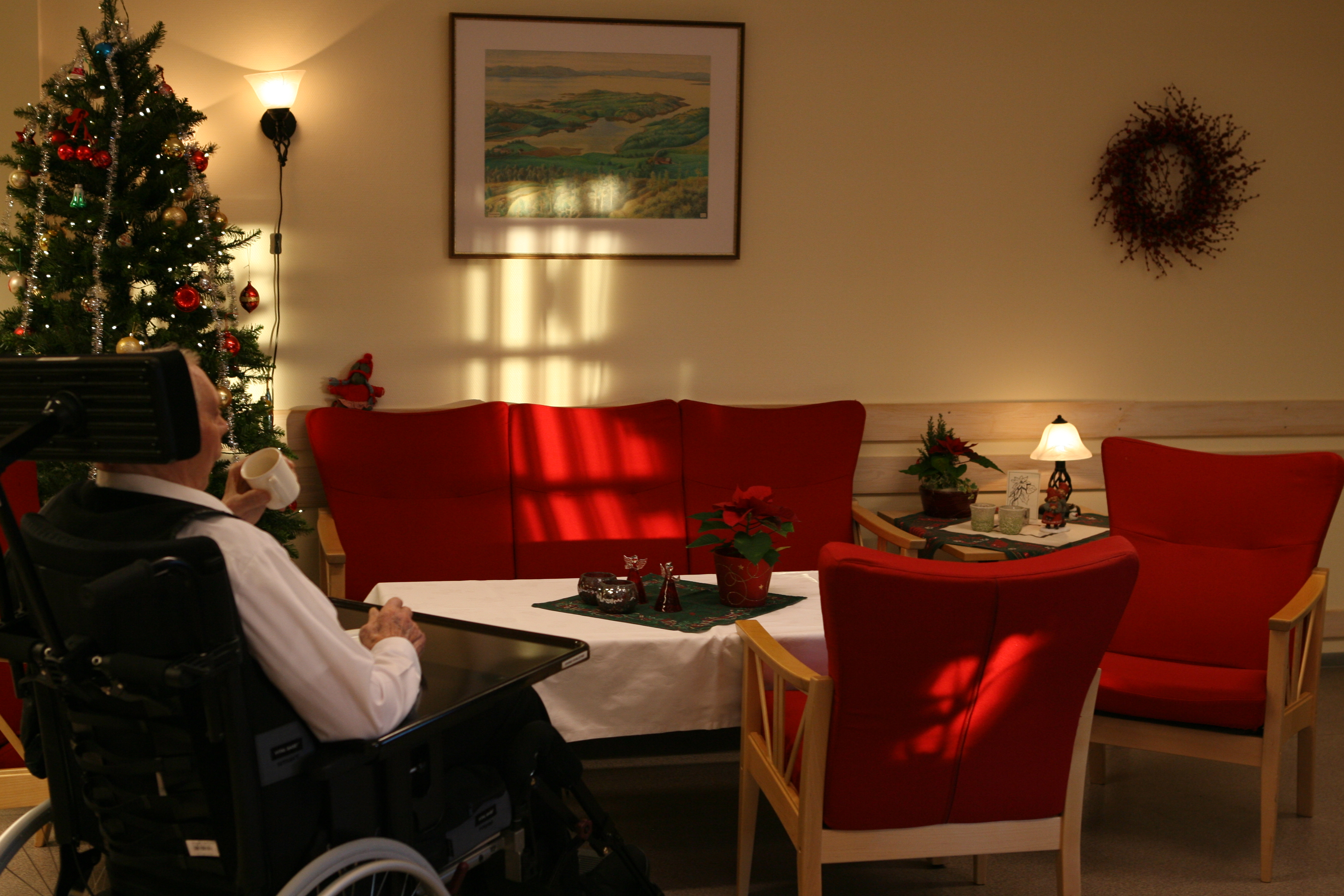
挪威護理之家的老人。

長期護理（英語：Long-Term Care，簡稱），是一種協助因慢性疾病或身心障礙而長期無法自理的病患，滿足各式各樣醫療與非醫療需求的服務。
長期護理通常會提供看護與非技術性照護，例如協助著裝、使用浴室等日常生活活動。近年來，越來越多的長期護理案例，屬於多重慢性疾病的老年人口，需要專業人員以專業技術進行處理，因此醫療照護服務漸漸加入長期護理服務當中。長期護理可以在家庭、社區、支援性居處、護理之家及居家呼吸照護所等處提供。各年齡都有可能視需要長期護理需求，惟老年人的需求最為常見。

## 長期護理的類型
長期護理的提供服務形式可分為常規與非常規。能提供常規長期護理的機構，通常會向需要晝夜監護的人提供生活食宿，包含專業健康服務、個人照護與飲食、衣物洗滌與居家事務服務。這些機構的名稱較為多樣，例如護理之家、居家呼吸照護所、個人照護機構、持續性照護機構等。
長期護理可以在家中進行常規照護，常稱作居家照護，可與多家診所服務（例如護理、藥物治療、呼吸治療、物理治療、職能治療、語言治療、非藥物療法）派遣相關醫事人員（護理師、呼吸治療師、醫師、物理治療師等）到宅服務與其他如居家結構工程（如安裝液壓升降台、翻新浴室和廚房）等服務結合。
非常規居家長期護理，由家庭成員、朋友與無償志工支持與照護。據估計，90%的居家照護，是由愛心志工無償與非正式提供。

## 長期護理的嚴重問題
- 未來老年人口恐無人照顧

台灣的高齡化造成照護費用的長期赤字，而政府的公益性質也導致無法照顧到基本所有需要照護的對象，形成一個在社會實際層面上的空洞及隱憂。由財政觀點看「長期護理服務」民間參與之可行性，只有政策的分析跟發布下，實際的長期護理市場，可能沒有人要投入，原因在於少子化的前提下，年輕人希望能有更多的收入，但長照產業的收入不如一般傳統的商業模式可以產生很大的收入，因此年輕人就不會選擇這個產業。此外，由於公益性質的關係，即所謂做功德的概念，幾乎是這個產業的代名詞，對於年輕人來說，做功德並非是大多數年輕人所追求的，因此，這個產業對於年輕人當然是不會有多大的吸引力。但事實上，台灣在2018年已經進入高齡社會，即台灣65歲以上的老年人口突破14%，對於老年人口照護的需求已經迫在眉睫，政府如果只有做長期護理的照顧方法的話，該方法如果失敗，將導致未來的老年人口照護產生巨大問題，甚至導致嚴重的經濟下滑，因此政府應該提出更好的解決方法，來處理該問題，並且要即時且有效。
2020年台灣長照基金可獲325.7億收入，但同年支出卻高達386.7億，短絀61億。面對不穩定財源，衛福部等政府部門正在檢討因應經費制度。

## 政策
世界各地的政府或民間已在不同程度上和不同層面對不斷增長的長期護理需求做出反應。政府的這些回應部分基於長期護理的公共政策研究議程，其中包括特殊人群研究、靈活的服務模式和管理式護理模式，以控制不斷上漲的成本和高私人支付率。

### 台灣
在台灣，政府社會福利長期護理的最上位的法源為《長期照顧服務法》。
2017年起政府推動「長期照顧十年計畫2.0」，據OpView調查政府長照政策輿情，以「醫療照顧」內容最受關注，「社區照顧」和「老人共餐」則是以有助於長者的社會參與，獲得最高的政策好感度。